# Самюел Фийлдън
Самюел „Сам“ Фийлдън (на английски: Samuel Fielden) (25 февруари 1847 – 7 февруари 1922) е роден в Англия американски методистки пастор, социалист, анархист и работнически активист, който е един от осемте осъдени в бомбения атентат на Хеймаркет през 1886 г.

## Биография

### Ранен живот
Самуел Филдън е роден в Тодмордън, в Западен Йоркшър, Англия, в семейството на Ейбрахам и Алис (по баща Джаксън) Филдън. Самюел почти не познава майка си, която почива, когато той е на 10 години. Баща му е обеднял бригадир в памучна фабрика и самият той е активен трудов и обществен деец. Той е активен в движението за 10-часов работен ден в Англия и също беше чартист.
Самюел Фийлдън отива да работи на осемгодишна възраст в памучните фабрики и е впечатлен от лошите условия на труд. След като навършва пълнолетие, емигрира в САЩ. През 1869 г. той се премества в Чикаго, където работи различни работни места, понякога дори пътува до юг, за да търси възможности за работа. Накрая се установява за постоянно в Чикаго и става самостоятелно нает шофьор. Той също така учи теология и става мирски проповедник на Методистката епископална църква. Въпреки че църквата никога не го ръкополага, той служи като светски пастор в няколко конгрегации на работници в центъра на Чикаго.
Там той се запознава със социалистическото мислене и през 1884 г. се присъединява към каузата на пълен работен ден, става член на фракцията на Американската група на Международната асоциация на работещите, а по-късно е назначен за неин ковчежник. Той стана чест и красноречив говорител в каузата за трудовите права. Той се жени през 1880 г. и има две деца, второто от които е родено, докато е в затвора.

### Хеймаркет
Тази гравюра показва как Фийлдън се обръща към тълпата по време на бунта в Хеймаркет. Бунтът всъщност започна след като Фийлдън говори.
На 4 май 1886 г. Фийлдън работи по доставката на камък до германското гробище „Валдхайм“ и не е чул за планираната демонстрация в Хеймаркет за тази нощ. Той е обещал да говори с някои работници, но когато се връща у дома, той научва за спешна среща на Американската група в офиса на вестик Арбайтер цайтунг, немскоезичен вестник за правата на работниците. Чувствайки, че е негов дълг да присъства на тази среща като ковчежник на Американската група, той изоставя другия си ангажимент. Едва след като пристига на срещата, той научава за демонстрацията на Хеймаркет.
Малко по-късно имаше заявка от Хеймаркет за допълнителни лектори и Самюел Фийлдън, заедно с Албърт Парсънс, се съгласяват да отидат и да говорят. Те пристигат точно когато Август Спайс завършва собствената си реч. След това Парсънс произнася дълга реч, но тъй като времето става заплашително и тълпата намаляваше, Фийлдън не пожелава да направи собствена реч, но най-накрая беше убеден. Той говори в продължение на приблизително 10 (отчетено като 20) минути за съюза между социализма и работническата класа и как законът – тогава действащ – е враг на работещия човек.
Към края на речта си той е прекъснат от пристигнала полицейска делегация, водена от полицейски капитан Джон Бонфийлд, който нарежда събранието да се разпръсне. Фийлдън кратко протестира, преди да слезе от фургона, на който говореше. В този момент някой хвърли бомба, която избухна всред тълпата. Фийлдън е прострелян и леко ранен в коляното, докато бяга в настъпилия хаос (той е единственият обвиняем в Хеймаркет, който е ранен). След като превързва раната, той се прибра у дома. Той е арестуван на следващия ден и обвинен в заговор за бомбения атентат.

### Изпитание и последствия
На процеса Филдън е обвинен в подстрекаване на тълпата към бунт и насилие. Детектив от детективската агенция „Пинкертън“ съобщава, че Фийлдън в миналото е подкрепял използването на динамит и стрелбата по полицаи. Други свидетели декларират, че той е подстрекавал тълпата, провъзгласявайки от фургона, когато полицията пристигна: „Ето вашите ловци сега; хората изпълняват вашия дълг и аз ще изпълня своя“. Няколко полицаи съобщават, че са видели Фийлдън да изважда пистолет и да стреля в редиците им. Фийлдън отрича всичко това и няколко други свидетели отричат да са чули Фийлдън да прави тези забележки или да са го видели да стреля с оръжие.
Фийлдън е осъден на смърт заедно с шестима други обвиняеми, но след като пише до губернатора на Илинойс Ричард Джеймс Огълсби с молба за помилване, присъдата му е заменена с доживотен затвор на 10 ноември 1887 г. Той прекарва шест години в затвора, докато най-накрая е помилван, заедно със съобвиняемите Михаел Шваб и Оскар Нийбе, от губернатора Джон Питър Алтгелд на 26 юни 1893 г. След като е освободен, той купува ранчо покрай Индиън Крийк в долината Ла Вета в Колорадо, където прави своя дом със съпругата и децата си.